# Llista d'asteroides/141101-141200
| Nom      | Designació provisional | Data de descobriment   | Lloc de descobriment | Descobridor/s |
| -------- | ---------------------- | ---------------------- | -------------------- | ------------- |
| 141101 - | 2001 XY53              | 10 de desembre de 2001 | Socorro              | LINEAR        |
| 141102 - | 2001 XE54              | 10 de desembre de 2001 | Socorro              | LINEAR        |
| 141103 - | 2001 XM56              | 10 de desembre de 2001 | Socorro              | LINEAR        |
| 141104 - | 2001 XB57              | 10 de desembre de 2001 | Socorro              | LINEAR        |
| 141105 - | 2001 XK57              | 10 de desembre de 2001 | Socorro              | LINEAR        |
| 141106 - | 2001 XP57              | 10 de desembre de 2001 | Socorro              | LINEAR        |
| 141107 - | 2001 XF58              | 10 de desembre de 2001 | Socorro              | LINEAR        |
| 141108 - | 2001 XG58              | 10 de desembre de 2001 | Socorro              | LINEAR        |
| 141109 - | 2001 XZ59              | 10 de desembre de 2001 | Socorro              | LINEAR        |
| 141110 - | 2001 XY62              | 10 de desembre de 2001 | Socorro              | LINEAR        |
| 141111 - | 2001 XR64              | 10 de desembre de 2001 | Socorro              | LINEAR        |
| 141112 - | 2001 XV65              | 10 de desembre de 2001 | Socorro              | LINEAR        |
| 141113 - | 2001 XN69              | 11 de desembre de 2001 | Socorro              | LINEAR        |
| 141114 - | 2001 XX72              | 11 de desembre de 2001 | Socorro              | LINEAR        |
| 141115 - | 2001 XO73              | 11 de desembre de 2001 | Socorro              | LINEAR        |
| 141116 - | 2001 XU73              | 11 de desembre de 2001 | Socorro              | LINEAR        |
| 141117 - | 2001 XJ80              | 11 de desembre de 2001 | Socorro              | LINEAR        |
| 141118 - | 2001 XW80              | 11 de desembre de 2001 | Socorro              | LINEAR        |
| 141119 - | 2001 XQ81              | 11 de desembre de 2001 | Socorro              | LINEAR        |
| 141120 - | 2001 XT81              | 11 de desembre de 2001 | Socorro              | LINEAR        |
| 141121 - | 2001 XB82              | 11 de desembre de 2001 | Socorro              | LINEAR        |
| 141122 - | 2001 XC82              | 11 de desembre de 2001 | Socorro              | LINEAR        |
| 141123 - | 2001 XM82              | 11 de desembre de 2001 | Socorro              | LINEAR        |
| 141124 - | 2001 XU82              | 11 de desembre de 2001 | Socorro              | LINEAR        |
| 141125 - | 2001 XJ83              | 11 de desembre de 2001 | Socorro              | LINEAR        |
| 141126 - | 2001 XT83              | 11 de desembre de 2001 | Socorro              | LINEAR        |
| 141127 - | 2001 XC85              | 11 de desembre de 2001 | Socorro              | LINEAR        |
| 141128 - | 2001 XR88              | 10 de desembre de 2001 | Uccle                | T. Pauwels    |
| 141129 - | 2001 XA90              | 10 de desembre de 2001 | Socorro              | LINEAR        |
| 141130 - | 2001 XE90              | 10 de desembre de 2001 | Socorro              | LINEAR        |
| 141131 - | 2001 XG90              | 10 de desembre de 2001 | Socorro              | LINEAR        |
| 141132 - | 2001 XL91              | 10 de desembre de 2001 | Socorro              | LINEAR        |
| 141133 - | 2001 XM91              | 10 de desembre de 2001 | Socorro              | LINEAR        |
| 141134 - | 2001 XO91              | 10 de desembre de 2001 | Socorro              | LINEAR        |
| 141135 - | 2001 XD92              | 10 de desembre de 2001 | Socorro              | LINEAR        |
| 141136 - | 2001 XX92              | 10 de desembre de 2001 | Socorro              | LINEAR        |
| 141137 - | 2001 XY93              | 10 de desembre de 2001 | Socorro              | LINEAR        |
| 141138 - | 2001 XC94              | 10 de desembre de 2001 | Socorro              | LINEAR        |
| 141139 - | 2001 XQ95              | 10 de desembre de 2001 | Socorro              | LINEAR        |
| 141140 - | 2001 XZ95              | 10 de desembre de 2001 | Socorro              | LINEAR        |
| 141141 - | 2001 XH96              | 10 de desembre de 2001 | Socorro              | LINEAR        |
| 141142 - | 2001 XF97              | 10 de desembre de 2001 | Socorro              | LINEAR        |
| 141143 - | 2001 XL98              | 10 de desembre de 2001 | Socorro              | LINEAR        |
| 141144 - | 2001 XU99              | 10 de desembre de 2001 | Socorro              | LINEAR        |
| 141145 - | 2001 XQ104             | 14 de desembre de 2001 | Kitt Peak            | Spacewatch    |
| 141146 - | 2001 XU105             | 10 de desembre de 2001 | Socorro              | LINEAR        |
| 141147 - | 2001 XT106             | 10 de desembre de 2001 | Socorro              | LINEAR        |
| 141148 - | 2001 XV106             | 10 de desembre de 2001 | Socorro              | LINEAR        |
| 141149 - | 2001 XB107             | 10 de desembre de 2001 | Socorro              | LINEAR        |
| 141150 - | 2001 XK109             | 11 de desembre de 2001 | Socorro              | LINEAR        |
| 141151 - | 2001 XG110             | 11 de desembre de 2001 | Socorro              | LINEAR        |
| 141152 - | 2001 XX111             | 11 de desembre de 2001 | Socorro              | LINEAR        |
| 141153 - | 2001 XB112             | 11 de desembre de 2001 | Socorro              | LINEAR        |
| 141154 - | 2001 XZ113             | 13 de desembre de 2001 | Socorro              | LINEAR        |
| 141155 - | 2001 XN114             | 13 de desembre de 2001 | Socorro              | LINEAR        |
| 141156 - | 2001 XN116             | 13 de desembre de 2001 | Socorro              | LINEAR        |
| 141157 - | 2001 XR120             | 14 de desembre de 2001 | Socorro              | LINEAR        |
| 141158 - | 2001 XZ120             | 14 de desembre de 2001 | Socorro              | LINEAR        |
| 141159 - | 2001 XF122             | 14 de desembre de 2001 | Socorro              | LINEAR        |
| 141160 - | 2001 XS124             | 14 de desembre de 2001 | Socorro              | LINEAR        |
| 141161 - | 2001 XE125             | 14 de desembre de 2001 | Socorro              | LINEAR        |
| 141162 - | 2001 XL127             | 14 de desembre de 2001 | Socorro              | LINEAR        |
| 141163 - | 2001 XY128             | 14 de desembre de 2001 | Socorro              | LINEAR        |
| 141164 - | 2001 XH136             | 14 de desembre de 2001 | Socorro              | LINEAR        |
| 141165 - | 2001 XT139             | 14 de desembre de 2001 | Socorro              | LINEAR        |
| 141166 - | 2001 XL142             | 14 de desembre de 2001 | Socorro              | LINEAR        |
| 141167 - | 2001 XT145             | 14 de desembre de 2001 | Socorro              | LINEAR        |
| 141168 - | 2001 XV145             | 14 de desembre de 2001 | Socorro              | LINEAR        |
| 141169 - | 2001 XQ146             | 14 de desembre de 2001 | Socorro              | LINEAR        |
| 141170 - | 2001 XX147             | 14 de desembre de 2001 | Socorro              | LINEAR        |
| 141171 - | 2001 XT148             | 14 de desembre de 2001 | Socorro              | LINEAR        |
| 141172 - | 2001 XL150             | 14 de desembre de 2001 | Socorro              | LINEAR        |
| 141173 - | 2001 XQ151             | 14 de desembre de 2001 | Socorro              | LINEAR        |
| 141174 - | 2001 XS151             | 14 de desembre de 2001 | Socorro              | LINEAR        |
| 141175 - | 2001 XT151             | 14 de desembre de 2001 | Socorro              | LINEAR        |
| 141176 - | 2001 XV151             | 14 de desembre de 2001 | Socorro              | LINEAR        |
| 141177 - | 2001 XD152             | 14 de desembre de 2001 | Socorro              | LINEAR        |
| 141178 - | 2001 XH153             | 14 de desembre de 2001 | Socorro              | LINEAR        |
| 141179 - | 2001 XR159             | 14 de desembre de 2001 | Socorro              | LINEAR        |
| 141180 - | 2001 XF160             | 14 de desembre de 2001 | Socorro              | LINEAR        |
| 141181 - | 2001 XT168             | 14 de desembre de 2001 | Socorro              | LINEAR        |
| 141182 - | 2001 XC169             | 14 de desembre de 2001 | Socorro              | LINEAR        |
| 141183 - | 2001 XP171             | 14 de desembre de 2001 | Socorro              | LINEAR        |
| 141184 - | 2001 XA173             | 14 de desembre de 2001 | Socorro              | LINEAR        |
| 141185 - | 2001 XB173             | 14 de desembre de 2001 | Socorro              | LINEAR        |
| 141186 - | 2001 XD175             | 14 de desembre de 2001 | Socorro              | LINEAR        |
| 141187 - | 2001 XE175             | 14 de desembre de 2001 | Socorro              | LINEAR        |
| 141188 - | 2001 XH176             | 14 de desembre de 2001 | Socorro              | LINEAR        |
| 141189 - | 2001 XV179             | 14 de desembre de 2001 | Socorro              | LINEAR        |
| 141190 - | 2001 XV181             | 14 de desembre de 2001 | Socorro              | LINEAR        |
| 141191 - | 2001 XA182             | 14 de desembre de 2001 | Socorro              | LINEAR        |
| 141192 - | 2001 XM183             | 14 de desembre de 2001 | Socorro              | LINEAR        |
| 141193 - | 2001 XD184             | 14 de desembre de 2001 | Socorro              | LINEAR        |
| 141194 - | 2001 XE186             | 14 de desembre de 2001 | Socorro              | LINEAR        |
| 141195 - | 2001 XS188             | 14 de desembre de 2001 | Socorro              | LINEAR        |
| 141196 - | 2001 XX189             | 14 de desembre de 2001 | Socorro              | LINEAR        |
| 141197 - | 2001 XV192             | 14 de desembre de 2001 | Socorro              | LINEAR        |
| 141198 - | 2001 XR199             | 14 de desembre de 2001 | Socorro              | LINEAR        |
| 141199 - | 2001 XF203             | 11 de desembre de 2001 | Socorro              | LINEAR        |
| 141200 - | 2001 XP203             | 11 de desembre de 2001 | Socorro              | LINEAR        |